# Vilalba
Vilalba (Spaans: Villalba) is een gemeente in de Spaanse provincie Lugo in de regio Galicië met een oppervlakte van 379 km². De officiële plaatsnaam is in de regionale taal Galicisch. Vilalba telt 14.487 inwoners (1 januari 2016). Het is de hoofdstad van de comarca Terra Chá.

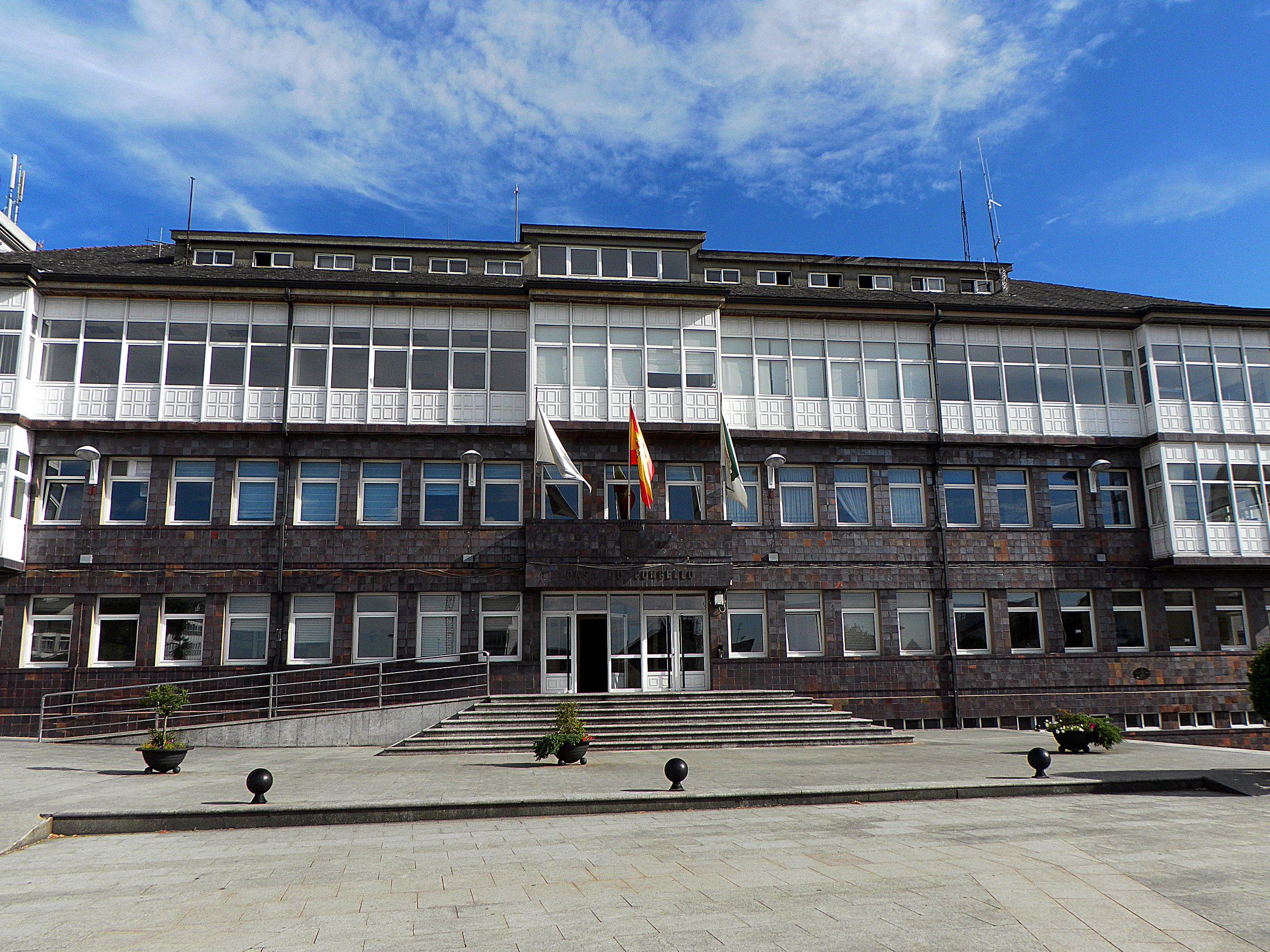
Gemeentehuis
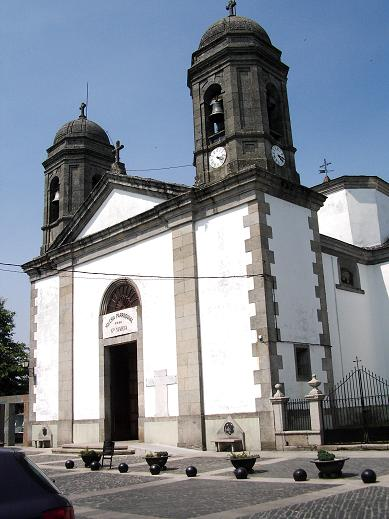
Santa Maríakerk, Vilalba
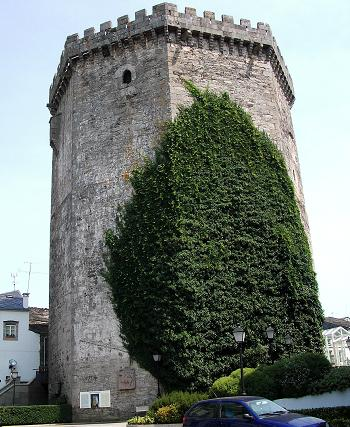
Toren van Vilalba

## Geboren in Vilalba
- Manuel Fraga (1922-2012), extreem rechts (falangistisch) politicus
- Ramón Chao (1935-2018), schrijver en journalist
- Antonio María Rouco Varela (1936), kardinaal

## Demografische ontwikkeling
Bron: INE; 1857-2011: volkstellingen
Abadín · Alfoz · Antas de Ulla · Baleira · Baralla · Barreiros · Becerreá · Begonte · Bóveda · Burela · Carballedo · Castro de Rei · Castroverde · Cervantes · Cervo · Chantada · O Corgo · Cospeito · Folgoso do Courel · A Fonsagrada · Foz · Friol · Guitiriz · Guntín · O Incio · Láncara · Lourenzá · Lugo · Meira · Mondoñedo · Monforte de Lemos · Monterroso · Muras · Navia de Suarna · Negueira de Muñiz · As Nogais · Ourol · Outeiro de Rei · Palas de Rei · Pantón · Paradela · O Páramo · A Pastoriza · Pedrafita do Cebreiro · A Pobra do Brollón · Pol · A Pontenova · Portomarín · Quiroga · Rábade · Ribadeo · Ribas de Sil · Ribeira de Piquín · Riotorto · Samos · Sarria · O Saviñao · Sober · Taboada · Trabada · Triacastela · O Valadouro · O Vicedo · Vilalba · Viveiro · Xermade · Xove